# 제시 거트랜드
제시 거트랜드(ジェシー・ガートランド / Jessie Gurtland)는 《파이팅! 대운동회》의 등장인물이다.

## 성우
이토 미키 / 윤소라(SBS) / 이동은(OVA)

## 프로필
4981년 7월 10일 출생으로 미국 출신. 남극 훈련 학교에서 1위로 입학하고 1화 중간시험에서 1위로 들어오고 각종 시험에서 1위를 하는 최고 실력자. 번번히 꼴찌를 하는 아카리에게 도전하고 1바퀴 차이로 아카리를 제쳐버린다. 오히려 그 모습에 감탄하는 아카리에게 펀치를 날리고 무시한다. 후에 최종시험에서 아카리에게 패배해 2위로 들어온다. 대학위성에서는 타냐와 같은 팀이 돼서 예선전에 선전한다. 아카리에게 충고하는 모습을 보여줬으나 대학위성에서 라리를 만나게 됐고 라리의 압도적인 파워에 공포를 느껴 자퇴를 선언한다. 어렸을 때부터 몸이 약한 여동생 캐시를 위해 도둑질을 하여 달렸고 캐시가 죽자 절망한다. 그후 신부를 만나게 되고 신부에 의해서 토모에의 빛을 보고 그를 동경하게 된다. 그 때부터 오직 자신을 위해 달렸고 토모에의 동작을 익히기 위해 피나는 연습을 했고 남극 훈련 학교에서 그의 딸인 칸자키 아카리를 만나게 된다. 아카리의 요청을 받고 초운동회에 참여해 활약한다. 어째서인지 그런 실력자가 OVA판에서는 1화에서만 출연하고 그 뒤로는 출연이 없다.